# Herzogweiher
Der Herzogweiher in der pfälzischen Kur- und Kreisstadt Bad Dürkheim (Rheinland-Pfalz) ist ein Woog der Isenach. Woog werden in Südwestdeutschland vor allem künstlich angelegte Stauseen genannt.

## Geographie
Der Herzogweiher liegt auf 138,6 m Höhe im Bad Dürkheimer Stadtteil Grethen westlich der Kernstadt kurz vor dem Durchbruch der Isenach durch die Haardt, den Ostrand des Pfälzerwalds. Das Gewässer erstreckt sich von Nordost nach Südwest entlang der Kaiserslauterer Straße. Mit dieser läuft südlich parallel die Bundesstraße 37 (Bad Dürkheim–Kaiserslautern), nachdem sie den Weiher in seinem Nordostbereich schräg überquert hat.
Die Isenach ergießt ihr Wasser in den Weiher bis zu dessen vollständiger Füllung, sonst wird das Isenachwasser in einem Graben, der rechts parallel des Weihers verläuft, an diesem vorbeigeleitet.

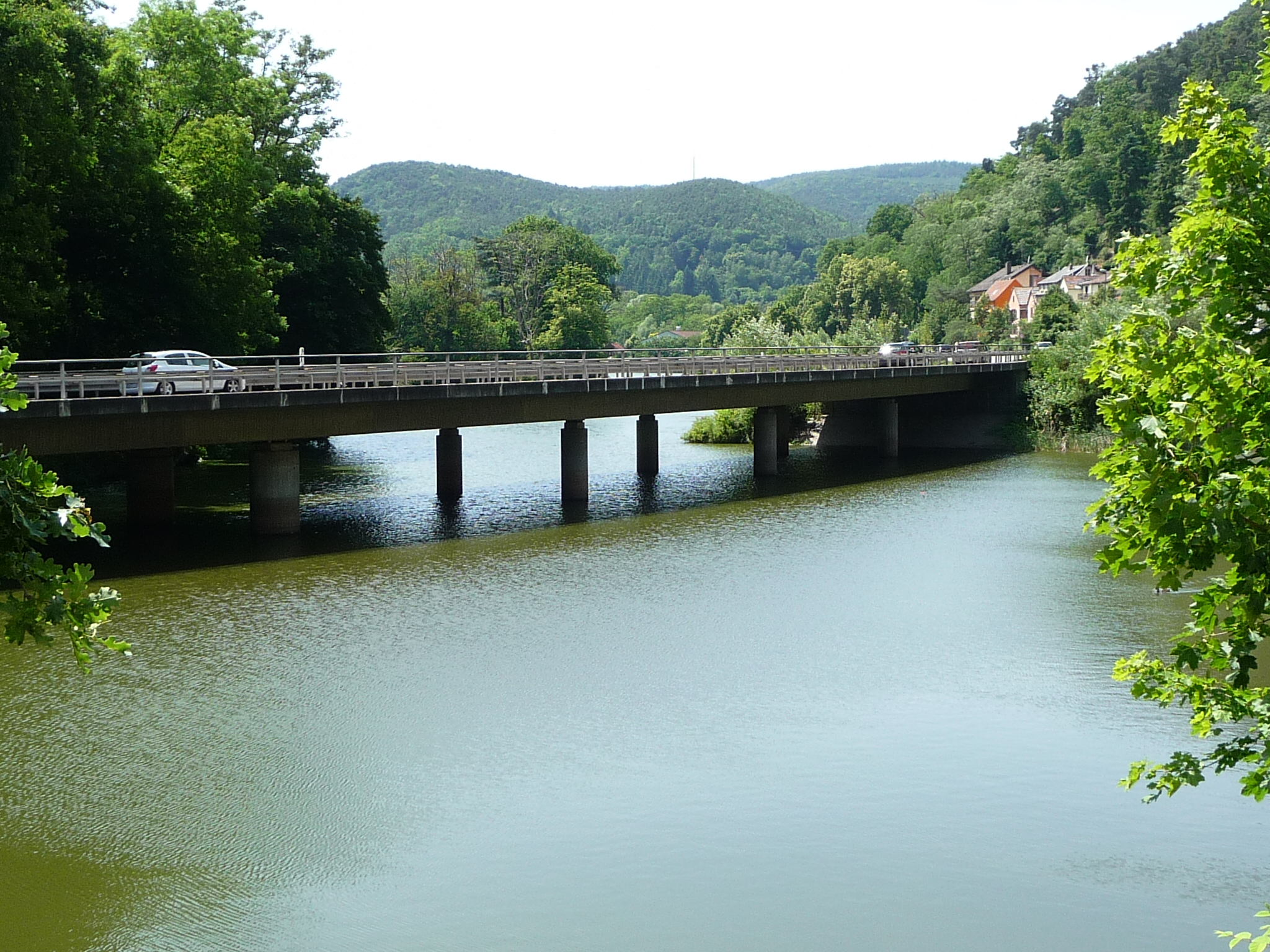
B 37 über dem See
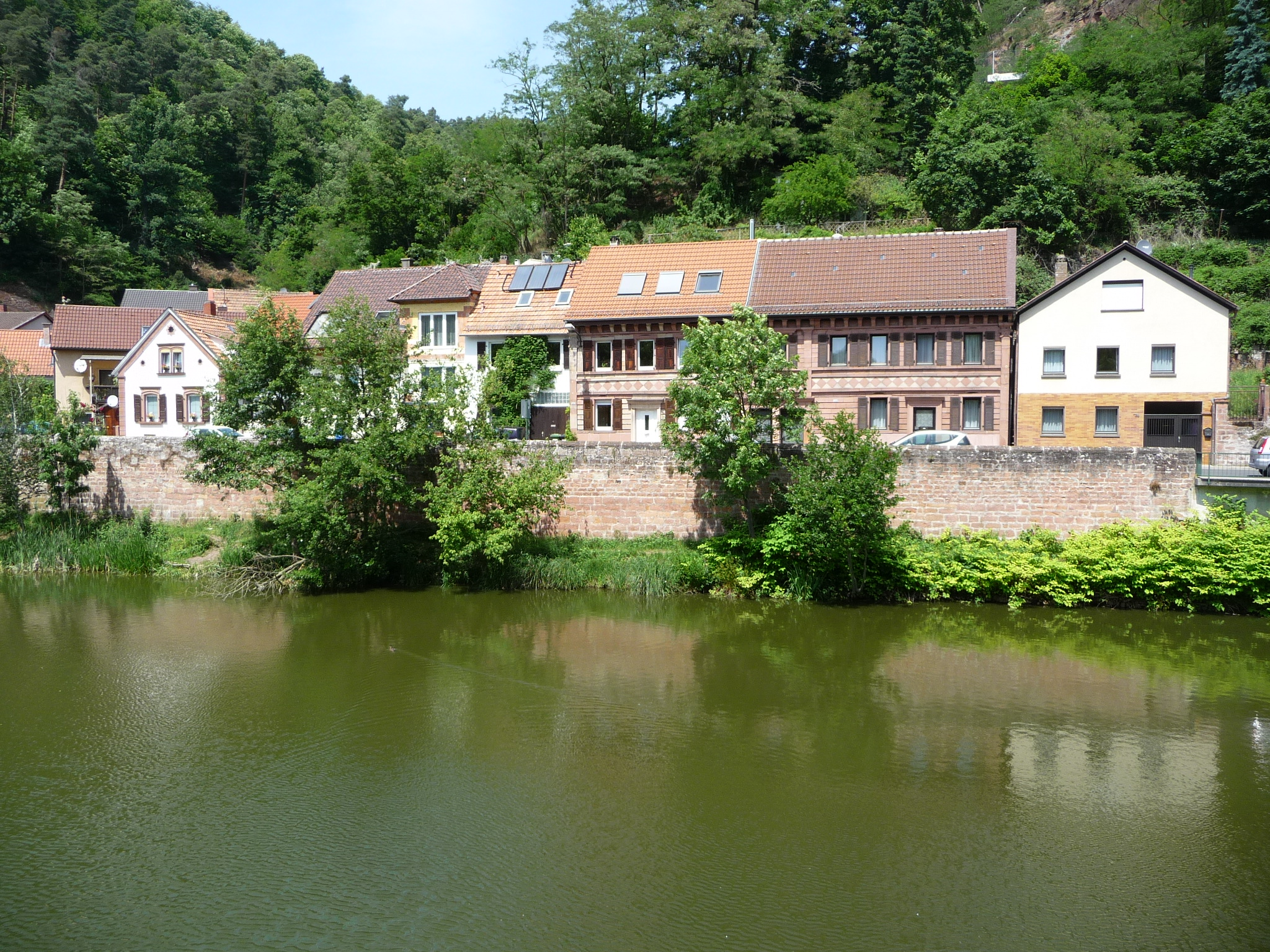
Nordufer
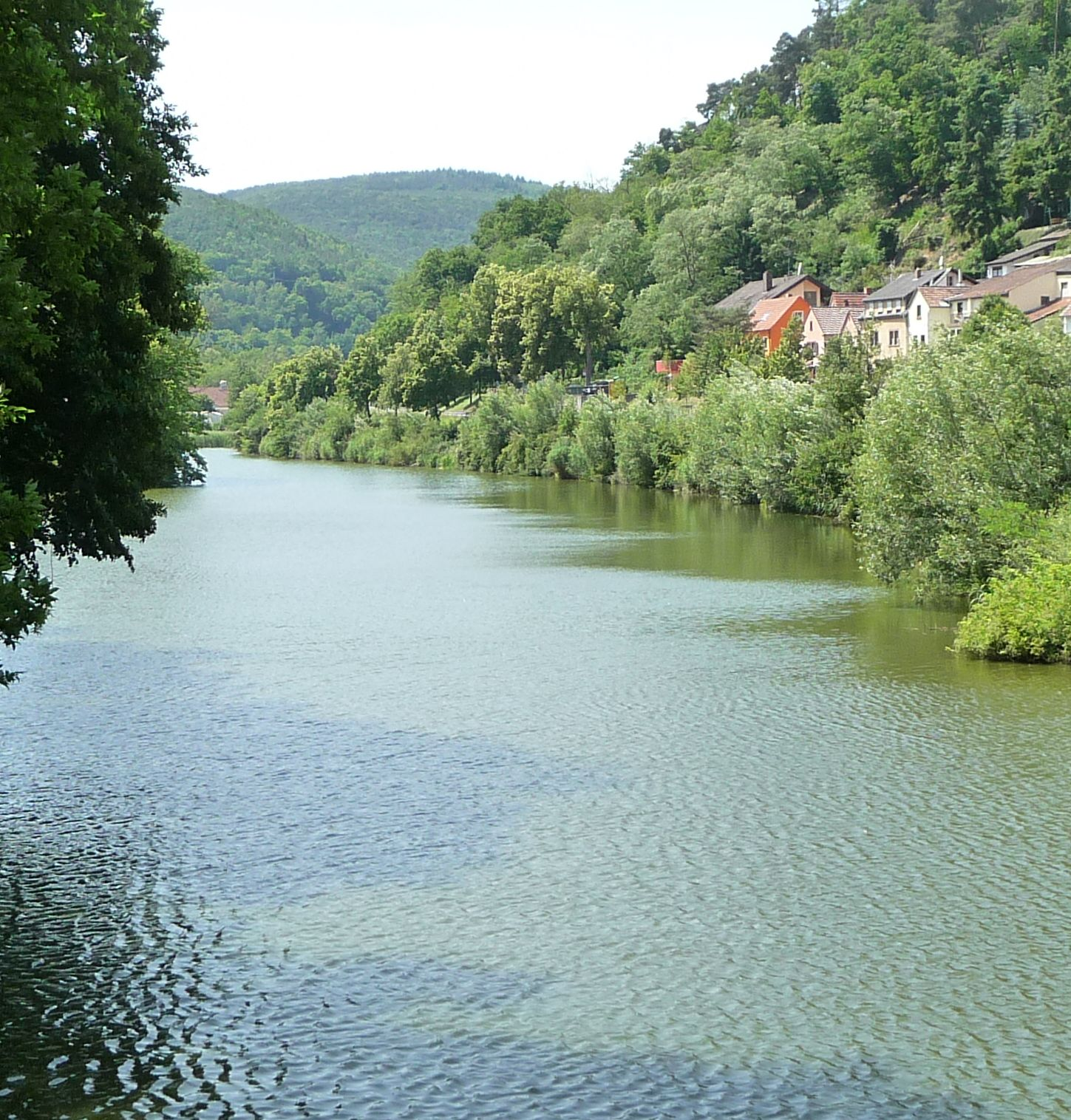
Blick nach Westen
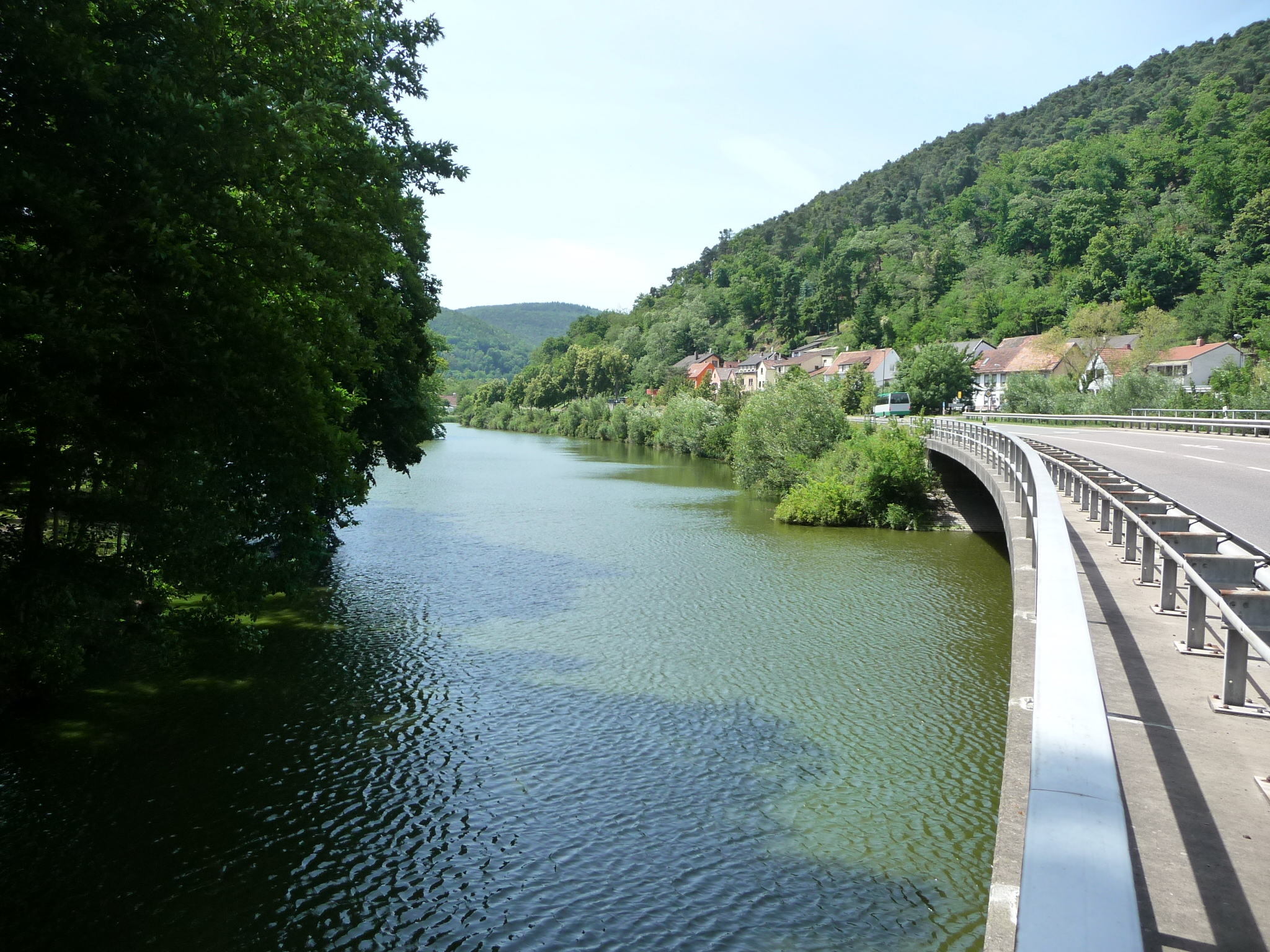
Blick nach Westen
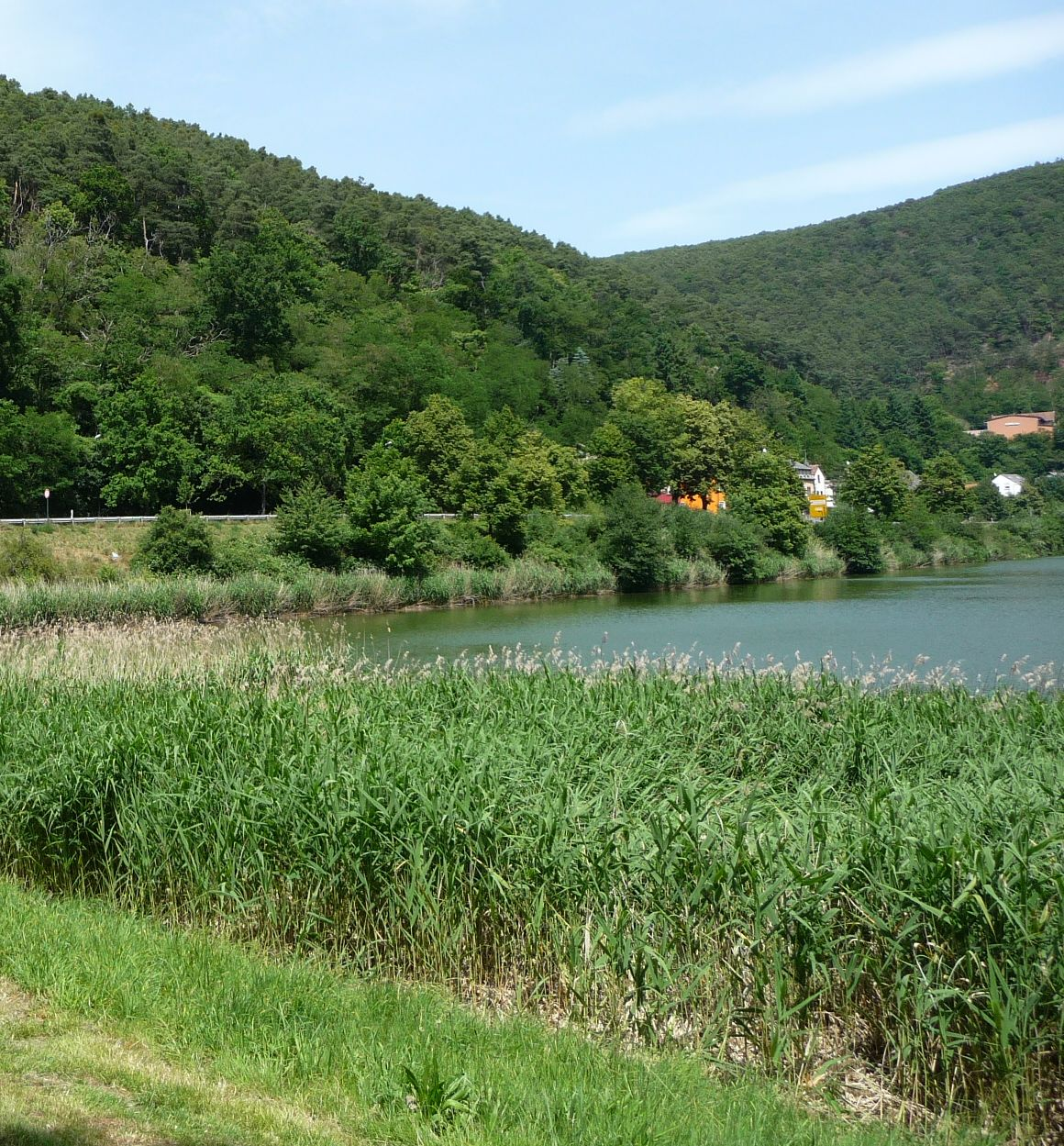
Am westlichen Ende des Sees

## Geschichte
Der Herzogweiher wurde bereits im Mittelalter künstlich aufgestaut und erstmals 1408 als Fischwoog erwähnt. 1571 ist von einer zugehörigen Mühle die Rede, die mitsamt dem Weiher unter die Herrschaft von Kurfürst Friedrich III. kam. 1583 ließ Pfalzgraf Johann Kasimir ein zusätzliches Wasserreservoir anbauen, um ab 1592 die Pumpen des Salzwerks versorgen zu können. Die Mühle wurde 1588 durch einen Neubau ersetzt, der zunächst Pfalzneumühle und dann Herzogmühle genannt wurde. 1742 wurde der Staudamm erhöht, weil auch die Pumpen des 1736 zur Optimierung der Salzgewinnung errichteten Gradierwerks Bad Dürkheim bis 1850 mit Wasserkraft aus der Isenach betrieben wurden.

## Anlage
Entsprechend dem recht engen Isenachtal ist der Stausee lang und schmal. Seine Länge beträgt 500 m, seine Breite 50 bis 80 m.

## Sehenswürdigkeiten und Kultur
Am Nordostende des Herzogweihers steht das Pfalzmuseum für Naturkunde, das aus der früheren Herzogmühle hervorgegangen ist. Auf dem 260,5 m hohen Limburgberg südlich des Weihers hat das im 11. Jahrhundert in romanischem Stil errichtete Kloster Limburg als Ruine überdauert.
Weitere Sehenswürdigkeiten in der näheren Umgebung enthält der Artikel Isenach.

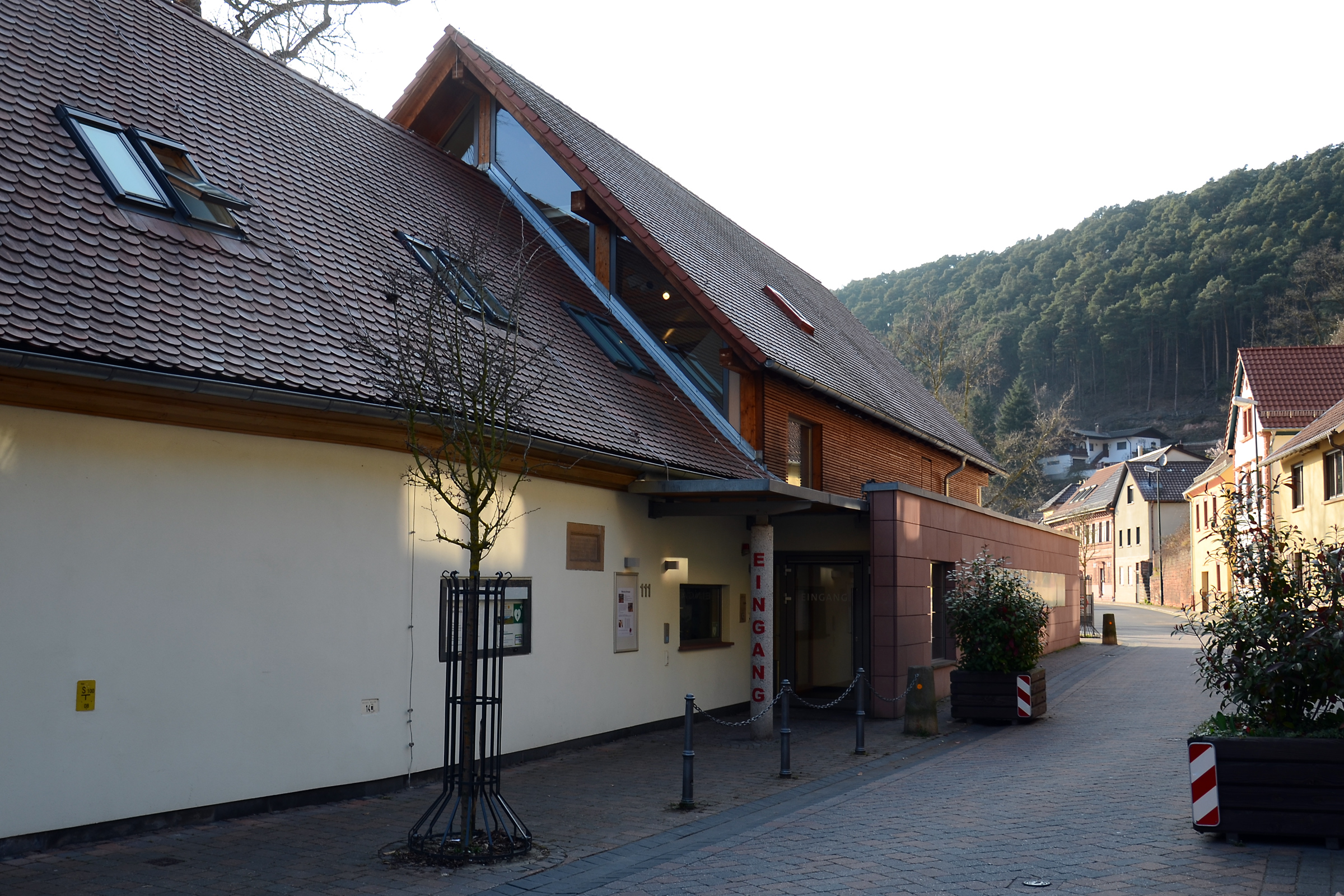
Pfalzmuseum für Naturkunde
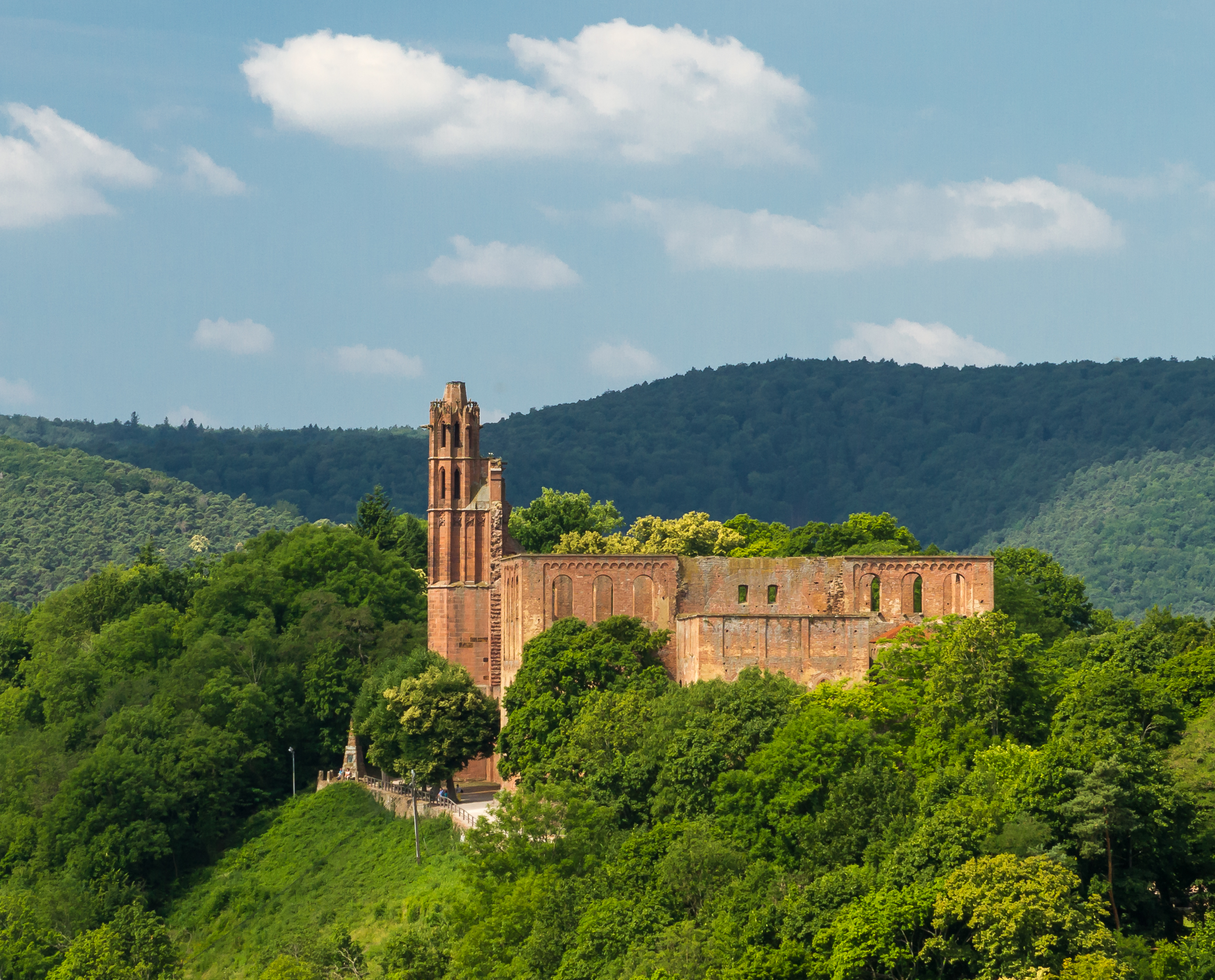
Klosterruine Limburg